# جائزة ريو دي جانيرو الكبرى للدراجات النارية 2000
جائزة ريو دي جانيرو الكبرى للدراجات النارية 2000 هو سباق دراجات نارية أقيم بتاريخ 7 أكتوبر 2000 في حلبة نيلسون بيكيه الدولية. كان الجولة الرابعة عشر من أصل 16 في سباق الجائزة الكبرى للدراجات النارية موسم 2000. فاز الإيطالي فالنتينو روسي بفئة 500 سي سي بينما جاء البرازيلي أليكس باروس في المركز الثاني وحصل على المركز الثالث الأسترالي غاري ماكوي.

## وصلات خارجية
- الموقع الرسمي